# Alain Caveglia
Alain Caveglia (født 28. marts 1968 i Vénissieux, Frankrig) er en fransk tidligere fodboldspiller (angriber).
Caveglia spillede hele sin 14 år lange karriere i hjemlandet, hvor han repræsenterede blandt andet Sochaux, Le Havre og Lyon. Han spillede også i år 2000 et halvt år hos Nantes, og var her med til at vinde pokalturneringen Coupe de France.

## Titler
Coupe de France
- 2000 med Nantes